# Melanagromyza chalcosoma
Melanagromyza chalcosoma är en tvåvingeart som beskrevs av Spencer 1959. Melanagromyza chalcosoma ingår i släktet Melanagromyza och familjen minerarflugor. Inga underarter finns listade i Catalogue of Life.